# Медаль Кантора
Меда́ль Ка́нтора (нім. Cantor-Medaille) — наукова нагорода від Німецького математичного товариства (DMV). Медаль отримала назву на честь німецького математика Георга Кантора (1845—1918), засновника цього математичного товариства. Вона вручається за рішенням Виконавчої ради DMV не частіше одного разу на два роки на щорічному з'їзді Товариства. Медаль вручається видатним німецькомовним математикам та математикам, які отримали важливі результати, працюючи в Німеччині. Призовий фонд становить 4000 євро. Лауреатів запрошують виступити з основною доповіддю не пізніше наступного щорічного збору DMV.

## Лауреати нагороди
- 1990: Карл Штайн[de][3]
- 1992: Юрген Курт Мозер[4][3]
- 1994: Ергард Гайнц[de][4][3]
- 1996: Жак Тітс[en][4][3]
- 1999: Фолькер Штрассен[4][3]
- 2002: Юрій Іванович Манін[4][3]
- 2004: Фрідріх Гірцебрух[4]
- 2006: Ганс Фельмер[de][4]
- 2008: Ганс Грауерт[de][4]
- 2010: Матіас Крек[de][5]
- 2012: Міхаель Струве[de][6]
- 2014:  Герберт Спон[de][7]
- 2017: Герд Фалтінгс[8]
- 2019: Елен Есно[en][9]
- 2021: Мартін Гретшель[en][10]
- 2024: Фелікс Отто[en][11].